# Manizja
Manizja Dalerovna Sangin (ryska: Манижа Далеровна Сангин, tadzjikiska: Манижа Далеровна Ҳамроева: Manizja Dalerovna Hamrojeva), född Chamrajeva (Хамраева) 8 juli 1991 i Dusjanbe, Tadzjikiska SSR, Sovjetunionen, är en rysk-tadzjikisk sångare, låtskrivare, musiker, författare och musikvideoregissör. 
Manizja är uppvuxen i Moskva och är känd i väst under artistnamnet Manizha.
Manizja har skapat rubriker för sitt politiska och feministiska engagemang, och försvar för HBTQ-rättigheter. Hon representerade Ryssland i Eurovision Song Contest 2021 i Rotterdam med låten "Russian Woman".

## Karriär
Manizja började sin karriär 2003 som barnsångerska och uppträdde då med musikgrupperna Ru.Kola, Assai och Krip De Shin innan hon valde att satsa på sin solokarriär. 

### Eurovision Song Contest
Den 8 mars 2021 vann Manizja den ryska uttagningen till Eurovision Song Contest, Evrovidenie 2021 – Natsionalnyj Otbor med låten "Russian Woman". Låten är en blandning av hip hop och traditionell musik och är en uppgörelse med den ryska kvinnorollen. Valet av låt och artist blev en kontrovers i landet. Både artistens tadzjikiska ursprung och låtens tema gav upphov till hyllningar och stark kritik, även från hög politisk nivå. Bland annat kritiserade Federationsrådets ordförande, tillika senator för Sankt Petersburg, Valentina Matvijenko bidraget, och Vladimir Zjirinovskij kallade låten "en skymf mot den ryska kvinnan".
Manizja kvalificerade, med tredje mest poäng, från den första semifinalen till finalen, där hon slutade på en nionde plats.
Den 28 maj 2021 tog låten "Russian Woman" sig in på Sverigetopplistan som låt nummer 84.

## Socialt engagemang
2018 genomförde Manizja flashmobben Skönhetstrauma mot skönhetsideal i media.
I februari 2019 inledde Manizja en kampanj mot våld i nära relationer. Som en del av projektet släppte hon en gratis mobilapp, "Silsila", för att hjälpa offer för våld. Appen hjälper bland annat användaren att snabbt ringa efter hjälp i en nödsituation. Hon spelade också in en musikvideo till sången "Mama" som lyfter problemet med våld i hemmet mot kvinnor och ungdomar.
Manizja stöder HBTQ-rörelsen. År 2019 spelade hon i en video för den ryska queertidningen Otkritije. Manizja har berättat att cirka 10 000 personer slutade följa henne på Instagram efter det. År 2020 sjöng hon sin version av Chers hitlåt"Believe" under Otkritijes digitala prideparad. Hösten samma år uppträdde hon på Queerfest i Sankt Petersburg.